# じょうしじょし。
『じょうしじょし。』は、ひみつによる日本の漫画作品。竹書房のウェブコミック配信サイト『ストーリアダッシュ』にて2018年4月13日より連載中。また、『まんがライフSTORIA』Vol.31（竹書房、2018年7月30日発売）にも出張掲載されており『ストーリアダッシュ』から本誌に掲載されたのは初の事例となった。

## あらすじ
三田新一が就職した企業は、自分で上司を選ぶことができた。
花隈こまちはギャルのような雰囲気。新開地るなは小さく子供のような外見だが仕事熱心な上に仕事に打ち込むと周囲が見えなくなる。クリスティン・ハーバーランドは金髪美女で将軍と家臣の関係のように上司と部下の関係をとらえている。主任・三ノ宮琴子は花隅、新開地、ハーバーランドの先輩だが新人から上司に指名されたことがないことがコンプレックスだった。
そんな4人に囲まれ、新一は誰を上司に選べばいいか葛藤する。

## 登場人物
三田　新一（さんだ　しんいち）
新入社員
三ノ宮　琴子（さんのみや　ことこ）
業務主任
花隈　こまち（はなくま　こまち）
やる気のない上司。ついぼんやりしてしまう。
新開地　るな（しんかいち　るな）
仕事になると目の前しか見えなくなってしまう上司。
クリスティン・ハーバーランド
日本に対する勘違いが甚だしい上司。

## 書誌情報
- ひみつ『 じょうしじょし。』 竹書房〈バンブー・コミックス〉、全2巻
  1. 2019年2月28日発売、ISBN 978-4-8019-6539-3
  2. 2020年1月30日発売、ISBN 978-4-8019-6854-7